# Apteraliplus parvulus
Apteraliplus parvulus är en skalbaggsart som beskrevs av Roberts 1913. Apteraliplus parvulus ingår i släktet Apteraliplus och familjen vattentrampare. Inga underarter finns listade i Catalogue of Life.